# Realidad Dialéctica

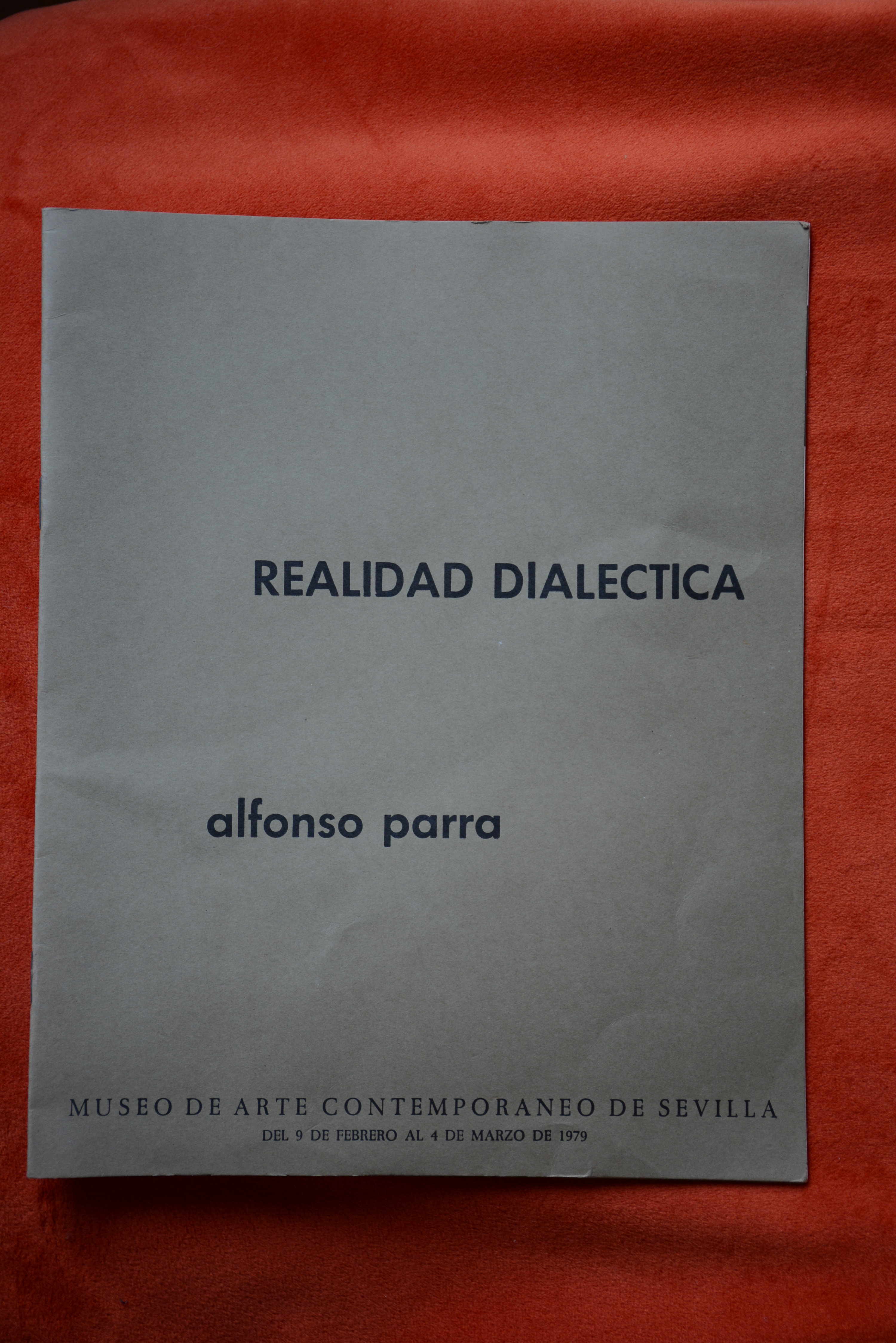
Imagen del catálogo fundacional propiedad de Antonio G. Cabot.

Realidad Dialéctica fue un grupo español de vanguardia artística fundado por los pintores Alfonso Parra y Antonio Gómez Cabot a fines de la década de los 70 en Cataluña como respuesta al Infomalismo y a la Nueva Figuración que se desarrollaban en el momento.

## Recorrido estético
El grupo surgió en la encrucijada entre el informalismo y la nueva figuración de 1977 al 1979. En el periodo que duró la actividad del grupo se llevaron a cabo presentaciones y exposiciones en diversos museos, centros culturales y librerías de España (MACVAC, Museo de Arte Contemporáneo de Vilafamés, Castellón; Murcia, Albacete, Lérida, Zaragoza). Realidad Dialéctica quedó definida por la redacción de un manifiesto estético que consolidaba una nueva identidad creativa en el entorno catalán del momento.

## Técnicas y formatos
Las obras fueron realizadas a las ceras sobre cartulinas de diversos tamaños en series separadas. Las pinturas fueron realizadas al óleo y barnices sobre lienzo en pequeños, medios y grandes tamaños.